# Metanephrops rubellus
Metanephrops rubellus (Moreira 1903) é uma espécie de crustáceo marinho da família Nephropidae, conhecido pelo nome comum de lagostim ou pitu. Apresenta  distribuição natural na região costeira que vai do sudeste do Brasil à Argentina, ocorrendo em profundidades entre 50 e 200 m. 

## Descrição
A espécie é um crustáceo de cor escura, de abdómen volumoso e pinças compridas que chegam a atingir um comprimento total aproximado de 50 cm e de carne muito apreciada. As fêmeas carregam os seus ovos sob o abdómen protegidos por pleópodes modificados.